# 維羅納 (紐約州普查規定居民點)
維羅納（英語：Verona）是位於美國紐約州奧奈達縣的普查規定居民點。

## 人口
根據2020年美國人口普查的數據，維羅納的面積為4.86平方千米，皆為陸地。當地共有人口828人，而人口密度為每平方千米170.37人。